# Holandia na Letnich Igrzyskach Olimpijskich 1980

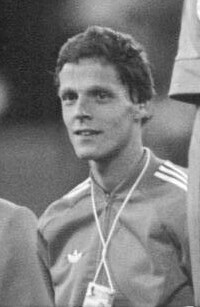
Gerard Nijboer, zdobywca srebrnego medalu

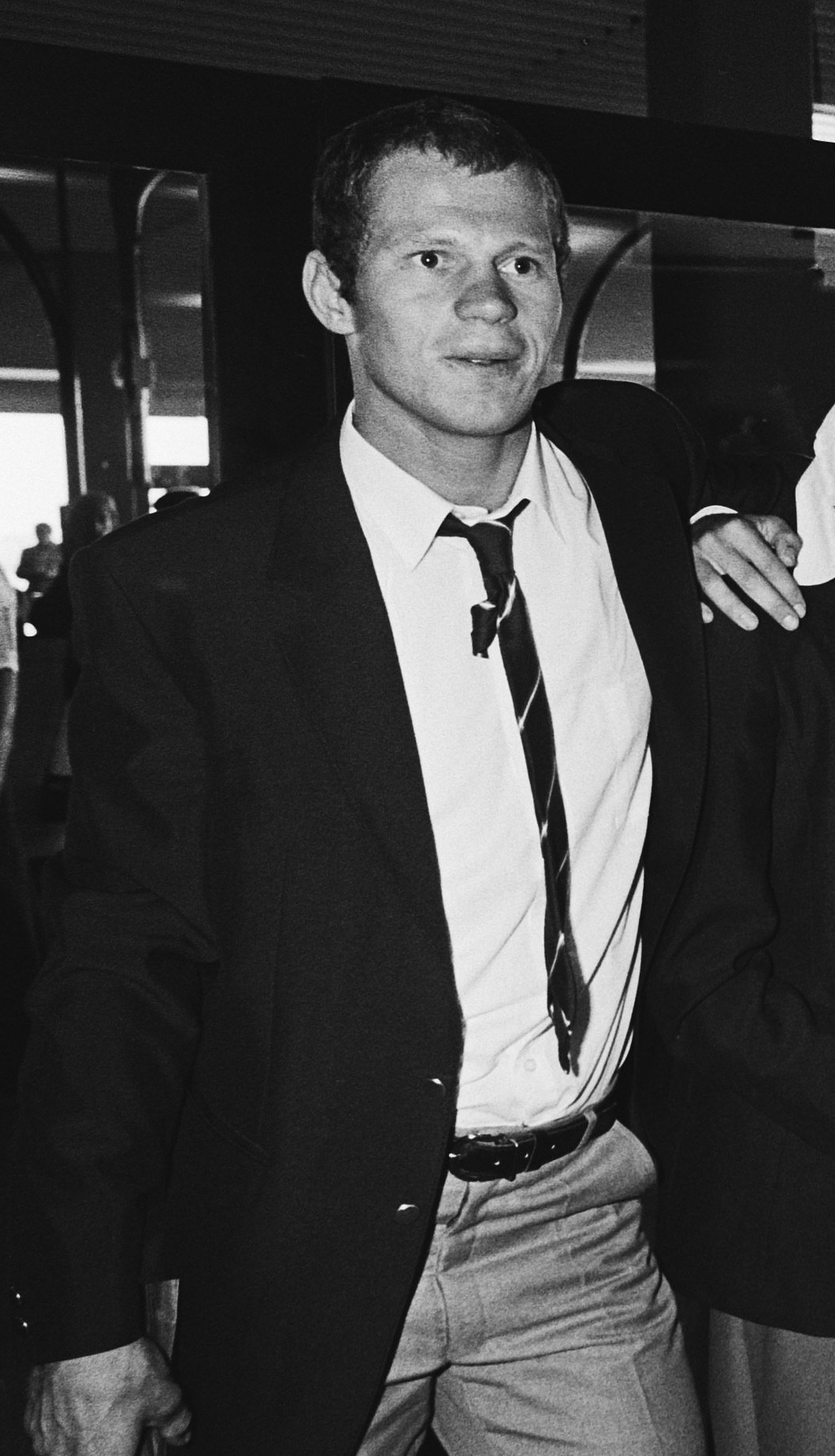
Henk Numan, zdobywca brązowego medalu

Holandię na Letnich Igrzyskach Olimpijskich 1980 reprezentowało 75 zawodników: 57 mężczyzn i 18 kobiet. Był to 17. start reprezentacji Holandii na letnich igrzyskach olimpijskich.
Flaga olimpijska używana przez reprezentację była wynikiem bojkotu igrzysk.
Najmłodszym holenderskim zawodnikiem na tych igrzyskach był 14-letni pływak, Conny van Bentum, a najstarszym 59-letni żeglarz, Geert Bakker.

## Zdobyte medale
| Medal    | Zawodnik                                                       | Dyscyplina      | Konkurencja                        |
| -------- | -------------------------------------------------------------- | --------------- | ---------------------------------- |
| · Srebro | Gerard Nijboer                                                 | · Lekkoatletyka | Maraton mężczyzn                   |
| Brąz     | Henk Numan                                                     | · Judo          | Waga półciężka                     |
| Brąz     | Conny van Bentum Reggie de Jong Annelies Maas Wilma van Velsen | · Pływanie      | sztafeta 4 × 100 m stylem dowolnym |

## Skład kadry

### Judo
Mężczyźni
- Henk Numan (waga półciężka) -  3. miejsce
- Peter Adelaar (waga ciężka) - 10. miejsce
- Peter Adelaar (open) - 15. miejsce

### Kajakarstwo
Mężczyźni
- Jan Baaijens (K-1 500 m)
- Jan Baaijens (K-1 1000 m)
- Ron Stevens i Gert Jan Lebbink (K-2 500 m)
- Ron Stevens i Gert Jan Lebbink (K-2 1000 m) - 7. miejsce
- Ron Stevens, Gert Jan Lebbink, Jan Baaijens i Rob van Weerdenburg (K-4 1000 m)

Kobiety
- Ineke Bakker i Marijke Kegge-Deege (K-2 500 m)

### Kolarstwo
Mężczyźni
- Adrie van der Poel (indywidualny wyścig ze startu wspólnego) - 7. miejsce
- Jacques Hanegraaf (indywidualny wyścig ze startu wspólnego) - 15. miejsce
- Peter Winnen (indywidualny wyścig ze startu wspólnego) - 26. miejsce
- Jacques van Meer (indywidualny wyścig ze startu wspólnego) - 33. miejsce
- Guus Bierings, Jacques Hanegraaf, Theo Hogervorst, Adrie van der Poel (drużynowa jazda na czas) - 15. miejsce
- Lau Veldt (sprint)

### Lekkoatletyka
Mężczyźni
- Mario Westbroek (100 m)
- Henk Brouwer (200 m)
- Marcel Klarenbeek (400 m)
- Harry Schulting (400 m)
- Gerard Tebroke (10 000 m) - 14. miejsce
- Gerard Nijboer (maraton) -  2. miejsce
- Cor Vriend (maraton) - 41. miejsce
- Harry Schulting (400 m przez płotki)
- Henk Brouwer, Mario Westbroek, Marcel Klarenbeek i Harry Schulting (4 × 400 m)

Kobiety
- Els Vader (100 m)
- Els Vader (200 m)
- Sylvia Barlag (pięciobój) - 10. miejsce

### Łucznictwo
Kobiety
- Carry van Gool-Floris - 6. miejsce

Mężczyźni
- Tiny Reniers - 8. miejsce

### Piłka wodna
- Stan van Belkum, Wouly de Bie, Ton Buunk, Jan Jaap Korevaar, Nico Landeweerd, Aad van Mil, Ruud Misdorp, Dick Nieuwenhuizen, Eric Noordegraaf, Jan Evert Veer i Hans van Zeeland (turniej mężczyzn) - 6. miejsce

### Pływanie
Mężczyźni

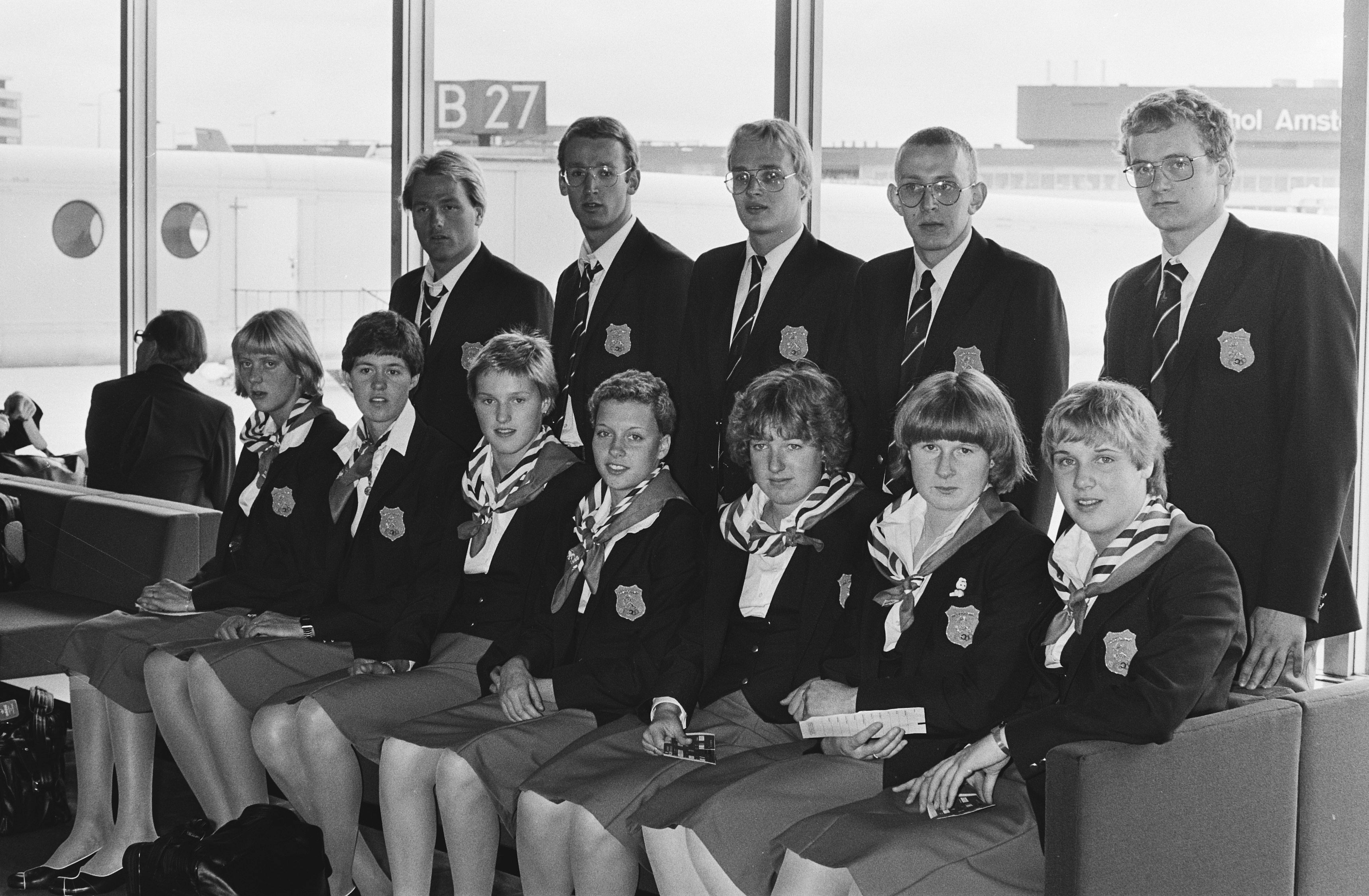
Holenderscy pływacze, uczestniczący w igrzyskach

- Cees Vervoorn (100 m stylem dowolnym)
- Peter Drost (200 m stylem dowolnym)
- Cees Jan Winkel (200 m stylem dowolnym)
- Cees Vervoorn, Peter Drost, Cees Jan Winkel i Fred Eefting (sztafeta 4 × 200 m stylem dowolnym)
- Fred Eefting (100 m stylem grzbietowym) - 6. miejsce
- Fred Eefting (200 m stylem grzbietowym) - 5. miejsce
- Albert Boonstra (100 m stylem klasycznym)
- Albert Boonstra (200 m stylem klasycznym)
- Cees Vervoorn (100 m stylem motylkowym) - 4. miejsce
- Cees Vervoorn (200 m stylem motylkowym) - 6. miejsce
- Fred Eefting, Albert Boonstra, Cees Vervoorn, Cees Jan Winkel (sztafeta 4 × 100 m stylem zmiennym) - 7. miejsce

Kobiety
- Conny van Bentum (100 m stylem dowolnym) - 5. miejsce
- Monique Drost (100 m stylem dowolnym)
- Reggie de Jong (200 m stylem dowolnym) - 5. miejsce
- Annelies Maas (200 m stylem dowolnym)
- Annelies Maas (400 m stylem dowolnym) - 6. miejsce
- Reggie de Jong (400 m stylem dowolnym) - 7. miejsce
- Reggie de Jong (800 m stylem dowolnym)
- Conny van Bentum, Reggie de Jong, Annelies Maas i Wilma van Velsen (sztafeta 4 × 200 m stylem dowolnym) -  3. miejsce
- Monique Bosga (100 m stylem grzbietowym) - 7. miejsce
- Jolanda de Rover (100 m stylem grzbietowym)
- Jolanda de Rover (200 m stylem grzbietowym)
- Monique Bosga (200 m stylem grzbietowym)
- Wilma van Velsen (100 m stylem motylkowym)
- Wilma van Velsen (200 m stylem motylkowym)

### Strzelectwo
Mężczyźni
- Wibout Jolles (pistolet szybkostrzelny 25 m) - 18. miejsce
- Christiaan van Velzen (karabin małokalibrowy leżąc 50 m) - 44. miejsce
- John Pierik (skeet) - 11. miejsce
- Kees van Ieperen (skeet) - 11. miejsce

### Wioślarstwo
Mężczyźni
- Victor Scheffers, Jeroen Vervoort, Rob Robbers, Ronald Vervoort (czwórka podwójna) - 8. miejsce

Kobiety
- Hette Borrias (jedynka)
- Ineke Donkervoort, Lili Meeuwisse, Greet Hellemans, Jos Compaan i Monique Pronk (czwórka podwójna ze sternikiem) - 6. miejsce

### Żeglarstwo
Mężczyźni
- Mark Neeleman (finn) - 8. miejsce
- Henk van Gent i Jan Willem van den Hondel (470) - 4. miejsce
- Boudewijn Binkhorst i Kobus Vandenberg (star) - 6. miejsce
- Govert Brasser i Willem van Walt Meijer (tornado) - 5. miejsce
- Dick Coster, Geert Bakker i Steven Bakker (soling) - 5. miejsce
- Erik Vollebregt i Sjoerd Vollebregt (latający holender) - 7. miejsce